# Ilex dipyrena
Ilex dipyrena är en järneksväxtart som beskrevs av Nathaniel Wallich. Ilex dipyrena ingår i släktet järnekar, och familjen järneksväxter. Inga underarter finns listade i Catalogue of Life.